# مارسلو سیبونی
مارسلو سیبونی (ایتالیایی: Marcello Siboni؛ زادهٔ ۶ ژانویهٔ ۱۹۶۵) دوچرخه‌سوار اهل ایتالیا است.